# تگزاس (کوئینزلند)
تگزاس (به انگلیسی: Texas) یک شهرک در استرالیا است که در کوئینزلند واقع شده‌است.